# Succinea barberi
Succinea barberi är en snäckart som först beskrevs av W. B. Marshall 1926.  Succinea barberi ingår i släktet Succinea och familjen bärnstenssnäckor. Inga underarter finns listade i Catalogue of Life.